# Christian Lerch
Christian Lerch (* 6. März 1966 in Wasserburg am Inn) ist ein deutscher Drehbuchautor, Fernseh- und Theaterschauspieler.

## Leben
Bevor Christian Lerch seine Karriere am Theater begann, absolvierte er von 1988 bis 1991 eine Ausbildung an der Hochschule für Musik und darstellende Kunst Graz. Es folgten Engagements am Münchner Volkstheater und den Münchner Kammerspielen.
Für das Fernsehen entdeckte ihn 1990 der Regisseur Franz Xaver Bogner. Bogner besetzte mit ihm die Rolle des Justizbeamten Karl Hermann in seiner Kultserie Café Meineid. Die Zusammenarbeit erfuhr eine Fortführung in der Grimme-Preis-ausgezeichneten Serie München 7. Auch an Bogners Serie Der Kaiser von Schexing war Lerch als Drehbuchautor an mehreren Folgen beteiligt.
Zusammen mit Marcus H. Rosenmüller schrieb Christian Lerch das Drehbuch für den Kinofilm Wer früher stirbt ist länger tot.
Sein Film Was weg is, is weg war ab 22. März 2012 in den Kinos zu sehen. Für diesem Film schrieb er das Drehbuch und führte erstmals auch Regie. In den Hauptrollen sind Florian Brückner, Maximilian Brückner und der Singer-Songwriter Mathias Kellner als ungleiches Brüdertrio sowie Jürgen Tonkel als Metzger Much zu sehen.
Lerch arbeitet auch als Sprecher, unter anderem für Unter unserem Himmel im Bayerischen Rundfunk.

## Theaterengagements (Auszug)
- Münchner Volkstheater
- Münchner Kammerspiele
- Bayerisches Staatsschauspiel
- Staatstheater Braunschweig
- Theater Heilbronn

## Filmografie (Auswahl)

### Film und Fernsehen
- 1996: Alle haben geschwiegen
- 1997–2003: Café Meineid (Fernsehserie, 80 Folgen)
- 1998: Neue Freiheit – keine Jobs
- 1998: Das merkwürdige Verhalten geschlechtsreifer Großstädter zur Paarungszeit
- 2000: Der Bulle von Tölz: Schöne, heile Welt (Fernsehreihe)
- 2000: Alle meine Töchter (Fernsehserie, Folge Die Kur)
- 2001: Kurze Begegnung (Kurzfilm)
- 2001: Für alle Fälle Stefanie (Fernsehserie, Folge Das Ende eines Ausflugs)
- 2002: Andreas Hofer 1809 – die Freiheit des Adlers
- 2002–2017: SOKO München (Fernsehserie, verschiedene Rollen, 6 Folgen)
- 2003: Großglocknerliebe
- 2003–2016: Die Rosenheim-Cops (Fernsehserie, verschiedene Rollen, 3 Folgen)
- 2004–2016: München 7 (Fernsehserie, 19 Folgen)
- 2007: Das große Hobeditzn
- 2007: Tango zu dritt
- 2007: Polizeiruf 110 – Jenseits (Fernsehreihe)
- 2008–2011: Der Kaiser von Schexing (Fernsehserie)
- 2008: Räuber Kneißl
- 2009: Totentanz
- 2011: Sommer der Gaukler
- 2011: Dreiviertelmond
- 2012: Kommissarin Lucas – Die sieben Gesichter der Furcht (Fernsehreihe)
- 2012–2017: Hubert und Staller (Fernsehserie, verschiedene Rollen, 2 Folgen)
- 2013: Wer hat Angst vorm weißen Mann?
- 2016: In Our Country (Kurzfilm)
- 2016: Der Alte (Fernsehserie, Folge Tödliche Ideale)
- 2017: Amelie rennt
- 2019: Watzmann ermittelt (Fernsehserie, Folge Fluch am Eckstein)
- 2021: Weißbier im Blut
- 2023: München Mord: Damit ihr nachts ruhig schlafen könnt (Fernsehreihe)

### Drehbücher
- 2006: Wer früher stirbt ist länger tot (zusammen mit Marcus H. Rosenmüller)
- 2008: Räuber Kneißl (zusammen mit Karin Michalke)
- 2009: Die Perlmutterfarbe (zusammen mit Marcus H. Rosenmüller)
- 2012: Was weg is, is weg
- 2014: Rico, Oskar und die Tieferschatten
- 2020: Das Glaszimmer

### Regie
- 2012: Was weg is, is weg
- 2018: B12 Gestorben wird im nächsten Leben (Dokumentarfilm)
- 2020: Das Glaszimmer
- 2025: Karli & Marie